# Indian Wells Open 2010 - Qualificazioni singolare maschile
Le qualificazioni del singolare maschile dell'Indian Wells Open 2010 sono state un torneo di tennis preliminare per accedere alla fase finale della manifestazione. I vincitori dell'ultimo turno sono entrati di diritto nel tabellone principale. In caso di ritiro di uno o più giocatori aventi diritto a questi sono subentrati i lucky loser, ossia i giocatori che hanno perso nell'ultimo turno ma che avevano una classifica più alta rispetto agli altri partecipanti che avevano comunque perso nel turno finale.
Le qualificazioni dell'Indian Wells Open 2010 prevedevano 48 partecipanti di cui 12 sono entrati nel tabellone principale.

## Teste di serie
1. Denis Istomin (primo turno)
2. Illja Marčenko (primo turno)
3. Rainer Schüttler (Qualificato)
4. Daniel Brands (ultimo turno)
5. Lu Yen-hsun (Qualificato)
6. Ricardo Mello (Qualificato)
7. Björn Phau (Qualificato)
8. Carsten Ball (primo turno)
9. Somdev Devvarman (ultimo turno)
10. Dustin Brown (primo turno)
11. Kevin Kim (ultimo turno)
12. Kevin Anderson (Qualificato)

1. Thiago Alves (Qualificato)
2. Stefan Koubek (Qualificato)
3. Nick Lindahl (primo turno)
4. Michael Yani (primo turno)
5. Donald Young (ultimo turno)
6. Ryan Sweeting (ultimo turno)
7. Ramón Delgado (Qualificato)
8. Filip Krajinović (primo turno)
9. Dieter Kindlmann (ultimo turno)
10. Brian Dabul (Qualificato)
11. Giovanni Lapentti (primo turno)
12. Jesse Witten (ultimo turno)

## Qualificati
1. Bobby Reynolds
2. Marinko Matosevic
3. Rainer Schüttler
4. Ramón Delgado
5. Lu Yen-hsun
6. Ricardo Mello

1. Björn Phau
2. Thiago Alves
3. Stefan Koubek
4. Tim Smyczek
5. Brian Dabul
6. Kevin Anderson

## Tabellone

### Legenda
| - Q = Qualificato - WC = Wild card - LL = Lucky loser | - ALT = Alternate - SE = Special Exempt - PR = Protected Ranking | - w/o = Walkover - r = Ritirato - d = Squalificato |

### Sezione 1
|  | Primo turno | Primo turno    | Primo turno    | Primo turno | Primo turno |  |  | Ultimo turno   | Ultimo turno   | Ultimo turno   | Ultimo turno | Ultimo turno |  |
|  |             |                |                |             |             |  |  |                |                |                |              |              |  |
|  |             | Bobby Reynolds | Bobby Reynolds | 6           | 3           |  |  |                |                |                |              |              |  |
|  | 1           | Denis Istomin  | Denis Istomin  | 4           | 1r          |  |  | Bobby Reynolds | Bobby Reynolds | Bobby Reynolds | 6            | 7            |  |
|  |             | Lester Cook    | Lester Cook    | 6           | 6           |  |  | Lester Cook    | Lester Cook    | Lester Cook    | 4            | 5            |  |
|  | 16          | Michael Yani   | Michael Yani   | 3           | 4           |  |  |                |                |                |              |              |  |

### Sezione 2
|  | Primo turno | Primo turno    | Primo turno  | Primo turno | Primo turno |  |  | Ultimo turno | Ultimo turno | Ultimo turno | Ultimo turno | Ultimo turno |  |
|  |             |                |              |             |             |  |  |              |              |              |              |              |  |
|  |             | M Matosevic    | 6(0)         | 6           | 7           |  |  |              |              |              |              |              |  |
|  | 2           | Illja Marčenko | 7            | 4           | 64          |  |  |              | M Matosevic  | 6            | 4            | 7            |  |
|  | 17          | Donald Young   | Donald Young | 7           | 6           |  |  | 17           | Donald Young | 4            | 6            | 68           |  |
|  |             | Luka Gregorc   | Luka Gregorc | 5           | 4           |  |  |              |              |              |              |              |  |

### Sezione 3
|  | Primo turno | Primo turno    | Primo turno    | Primo turno | Primo turno |  |  | Ultimo turno | Ultimo turno | Ultimo turno | Ultimo turno | Ultimo turno |  |
|  |             |                |                |             |             |  |  |              |              |              |              |              |  |
|  | 3           | R Schüttler    | R Schüttler    | 6           | 6           |  |  |              |              |              |              |              |  |
|  |             | A Bogomolov Jr | A Bogomolov Jr | 4           | 3           |  |  | 3            | R Schüttler  | 4            | 6            | 6            |  |
|  |             | G Lapentti     | G Lapentti     | 7           | 7           |  |  |              | G Lapentti   | 6            | 1            | 4            |  |
|  | 23          | S González     | S González     | 5           | 5           |  |  |              |              |              |              |              |  |

### Sezione 4
|  | Primo turno | Primo turno     | Primo turno     | Primo turno | Primo turno |  |  | Ultimo turno | Ultimo turno  | Ultimo turno  | Ultimo turno | Ultimo turno |  |
|  |             |                 |                 |             |             |  |  |              |               |               |              |              |  |
|  | 4           | Daniel Brands   | Daniel Brands   | 6           | 6           |  |  |              |               |               |              |              |  |
|  |             | Kyu-Tae Im      | Kyu-Tae Im      | 2           | 2           |  |  | 4            | Daniel Brands | Daniel Brands | 3            | 4            |  |
|  | 19          | Ramón Delgado   | Ramón Delgado   | 6           | 6           |  |  | 19           | Ramón Delgado | Ramón Delgado | 6            | 6            |  |
|  |             | Michael McClune | Michael McClune | 4           | 3           |  |  |              |               |               |              |              |  |

### Sezione 5
|  | Primo turno | Primo turno      | Primo turno    | Primo turno | Primo turno |  |  | Ultimo turno | Ultimo turno | Ultimo turno | Ultimo turno | Ultimo turno |  |
|  |             |                  |                |             |             |  |  |              |              |              |              |              |  |
|  | 5           | Lu Yen-hsun      | Lu Yen-hsun    | 6           | 6           |  |  |              |              |              |              |              |  |
|  |             | Roman Borvanov   | Roman Borvanov | 3           | 4           |  |  | 5            | Lu Yen-hsun  | Lu Yen-hsun  | 6            | 6            |  |
|  | 24          | Jesse Witten     | 3              | 6           | 6           |  |  | 24           | Jesse Witten | Jesse Witten | 2            | 1            |  |
|  |             | Brian Battistone | 6              | 2           | 4           |  |  |              |              |              |              |              |  |

### Sezione 6
|  | Primo turno | Primo turno     | Primo turno   | Primo turno | Primo turno |  |  | Ultimo turno | Ultimo turno  | Ultimo turno | Ultimo turno | Ultimo turno |  |
|  |             |                 |               |             |             |  |  |              |               |              |              |              |  |
|  | 6           | Ricardo Mello   | Ricardo Mello | 6           | 6           |  |  |              |               |              |              |              |  |
|  |             | Dick Norman     | Dick Norman   | 3           | 1           |  |  | 6            | Ricardo Mello | 6            | 4            | 6            |  |
|  |             | Nick Lindahl    | 2             | 6           | 6           |  |  |              | Nick Lindahl  | 2            | 6            | 4            |  |
|  | 15          | Robert Kendrick | 6             | 4           | 4           |  |  |              |               |              |              |              |  |

### Sezione 7
|  | Primo turno | Primo turno      | Primo turno      | Primo turno | Primo turno |  |  | Ultimo turno | Ultimo turno     | Ultimo turno     | Ultimo turno | Ultimo turno |  |
|  |             |                  |                  |             |             |  |  |              |                  |                  |              |              |  |
|  | 7           | Björn Phau       | Björn Phau       | 6           | 7           |  |  |              |                  |                  |              |              |  |
|  |             | José de Armas    | José de Armas    | 2           | 64          |  |  | 7            | Björn Phau       | Björn Phau       | 6            | 7            |  |
|  | 21          | Dieter Kindlmann | Dieter Kindlmann | 7           | 6           |  |  | 21           | Dieter Kindlmann | Dieter Kindlmann | 1            | 5            |  |
|  |             | Ivo Klec         | Ivo Klec         | 64          | 1           |  |  |              |                  |                  |              |              |  |

### Sezione 8
|  | Primo turno | Primo turno    | Primo turno    | Primo turno | Primo turno |  |  | Ultimo turno | Ultimo turno   | Ultimo turno | Ultimo turno | Ultimo turno |  |
|  |             |                |                |             |             |  |  |              |                |              |              |              |  |
|  |             | Vincent Millot | Vincent Millot | 6           | 6           |  |  |              |                |              |              |              |  |
|  | 8           | Carsten Ball   | Carsten Ball   | 4           | 3           |  |  |              | Vincent Millot | 1            | 6            | 2            |  |
|  | 13          | Thiago Alves   | 6              | 64          | 6           |  |  | 13           | Thiago Alves   | 6            | 3            | 6            |  |
|  |             | Vince Spadea   | 1              | 7           | 0           |  |  |              |                |              |              |              |  |

### Sezione 9
|  | Primo turno | Primo turno      | Primo turno   | Primo turno | Primo turno |  |  | Ultimo turno | Ultimo turno     | Ultimo turno     | Ultimo turno | Ultimo turno |  |
|  |             |                  |               |             |             |  |  |              |                  |                  |              |              |  |
|  | 9           | Somdev Devvarman | 6             | 3           | 6           |  |  |              |                  |                  |              |              |  |
|  |             | Alex Kuznetsov   | 4             | 6           | 0           |  |  | 9            | Somdev Devvarman | Somdev Devvarman | 3            | 1            |  |
|  | 14          | Stefan Koubek    | Stefan Koubek | 6           | 6           |  |  | 14           | Stefan Koubek    | Stefan Koubek    | 6            | 6            |  |
|  |             | S De Chaunac     | S De Chaunac  | 3           | 3           |  |  |              |                  |                  |              |              |  |

### Sezione 10
|  | Primo turno | Primo turno      | Primo turno  | Primo turno | Primo turno |  |  | Ultimo turno     | Ultimo turno     | Ultimo turno     | Ultimo turno | Ultimo turno |  |
|  |             |                  |              |             |             |  |  |                  |                  |                  |              |              |  |
|  |             | Tim Smyczek      | Tim Smyczek  | 6           | 6           |  |  |                  |                  |                  |              |              |  |
|  | 10          | Dustin Brown     | Dustin Brown | 1           | 1           |  |  | Tim Smyczek      | Tim Smyczek      | Tim Smyczek      | 6            | 6            |  |
|  |             | Filip Krajinović | 62           | 7           | 7           |  |  | Filip Krajinović | Filip Krajinović | Filip Krajinović | 1            | 0            |  |
|  | 20          | Gastón Gaudio    | 7            | 5           | 5           |  |  |                  |                  |                  |              |              |  |

### Sezione 11
|  | Primo turno | Primo turno      | Primo turno      | Primo turno | Primo turno |  |  | Ultimo turno | Ultimo turno | Ultimo turno | Ultimo turno | Ultimo turno |  |
|  |             |                  |                  |             |             |  |  |              |              |              |              |              |  |
|  | 11          | Kevin Kim        | Kevin Kim        | 6           | 6           |  |  |              |              |              |              |              |  |
|  |             | Brendan Evans    | Brendan Evans    | 0           | 1           |  |  | 11           | Kevin Kim    | Kevin Kim    | 1            | 4            |  |
|  | 22          | Brian Dabul      | Brian Dabul      | 6           | 6           |  |  | 22           | Brian Dabul  | Brian Dabul  | 6            | 6            |  |
|  |             | Prakash Amritraj | Prakash Amritraj | 2           | 4           |  |  |              |              |              |              |              |  |

### Sezione 12
|  | Primo turno | Primo turno    | Primo turno    | Primo turno | Primo turno |  |  | Ultimo turno | Ultimo turno   | Ultimo turno   | Ultimo turno | Ultimo turno |  |
|  |             |                |                |             |             |  |  |              |                |                |              |              |  |
|  | 12          | Kevin Anderson | Kevin Anderson | 6           | 7           |  |  |              |                |                |              |              |  |
|  |             | S Grosjean     | S Grosjean     | 3           | 65          |  |  | 12           | Kevin Anderson | Kevin Anderson | 6            | 7            |  |
|  | 18          | Ryan Sweeting  | Ryan Sweeting  | 6           | 6           |  |  | 18           | Ryan Sweeting  | Ryan Sweeting  | 3            | 68           |  |
|  |             | Rik De Voest   | Rik De Voest   | 4           | 2           |  |  |              |                |                |              |              |  |